# المنية (الخانكة)
المنية إحدى قرى مركز الخانكة التابع لمحافظة القليوبية بجمهورية مصر العربية.

## التاريخ
قرية المنية من القرى القديمة، حيث وردت باسم «حي الخنافس» في أعمال الشرقية ضمن قرى الروك الصلاحي التي أحصاها ابن مماتي في كتاب قوانين الدواوين، كما وردت باسم «حي الخنافس» من أعمال ضواحي القاهرة ضمن قرى الروك الناصري التي أحصاها ابن الجيعان في كتاب «التحفة السنية بأسماء البلاد المصرية». وفي العصر العثماني وردت باسم «حي الخنافس» المعروفة بـ «المنية» في التربيع العثماني الذي أجراه الوالي العثماني سليمان باشا الخادم في عصر السلطان العثماني سليمان القانوني ضمن قرى ولاية القليوبية، وفي تاريخ 1228هـ/1813م الذي عدّ قرى مصر بعد المسح الذي قام به محمد علي باشا باسم «المنية» ضمن قرى مديرية القليوبية.

## السكان
بلغ عدد سكان المنية 3,015 نسمة، حسب الإحصاء الرسمي لعام 2006.